# Vollen
Vollen est une île norvégienne du comté de Hordaland appartenant administrativement à Kjerrgarden.

## Description
Rocheuse et couverte de quelques arbres, elle s'étend sur environ 140 m de longueur pour une largeur approximative de 64 m.  